# 2016年奇洛埃地震
2016年奇洛埃地震為發生於智利南部蒙特港西南方225公里，地震規模為7.7，是次地震引發海嘯，因此對震央周圍1,000公里地區發布海嘯警報。奇洛埃岛居民據智利政府指示，進行大規模撤離。島上部分地區出現些許受損，但無人員傷亡。